# Steve Aiken

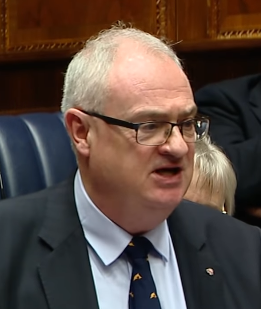
Steve Aiken, 2020

Stephen Ronald „Steve“ Aiken OBE (* 16. Juni 1962 in Ballyclare, Nordirland) ist ein Politiker der Ulster Unionist Party aus Nordirland. Er wurde bei den Wahlen zur Nordirland-Versammlung 2016 und 2017 im Wahlkreis South Antrim als UUP-Kandidat gewählt. Vor der Politik diente er in der Royal Navy. Als Robin Swann 2019 seinen Rücktritt als Vorsitzender der Ulster Unionist Party bekannt gab, entschloss sich Aiken, für die Führung zu kandidieren. Er wurde im November 2019 ohne Gegenkandidaten zum Vorsitzenden gewählt.
Er besuchte die Ballyclare High School und anschließend das King’s College London (MA Defence Studies, 2001) und die University of Cambridge (MPhil, 2013; PhD, 2016).

## Nachweise
1. ↑  Dr Steve Aiken OBE. Webseite des nordirischen Parlaments, abgerufen am 18. Dezember 2019 (englisch).
2. ↑  uk-northern-ireland. www.bbc.co.uk, abgerufen am 16. Dezember 2019.
3. ↑  uk-northern-ireland-politics. www.bbc.co.uk, abgerufen am 16. Dezember 2019.

| Personendaten    | Personendaten          |
| ---------------- | ---------------------- |
| NAME             | Aiken, Steve           |
| ALTERNATIVNAMEN  | Aiken, Stephen Ronald  |
| KURZBESCHREIBUNG | nordirischer Politiker |
| GEBURTSDATUM     | 16. Juni 1962          |
| GEBURTSORT       | Ballyclare             |